# Szécsénke
Szécsénke es un pueblo ubicado en el condado de Nógrád, Hungría.

## Superficie
Posee una superficie de 9,78 kilómetros cuadrados.

## Demografía
Hasta 2021 la población era de 189 habitantes, con una densidad de población de 19,32 habitantes por kilómetro cuadrado.